# 美国教友会
美国教友会是一个美国宗教组织，正式成立于1917年，本为英国教友会分部。他们主张人类的平等、博爱，并认为同情和帮助是维持持久和平的原则。在反对种族主义的斗争中，许多教友会成员解放了自己的努力，为废奴主义做了宣传。他们还积极争取监狱制度、精神病院生活条件的改革，提倡减轻刑法、废除死刑。美国教友会还创办了一些学校，提升教育水平。
1917年，美国教友会曾派人去法国救济儿童、修建房屋，并发放物资。后又派人到俄国及东欧，收留孤儿，帮助人克服饥荒。并赈济了德国和奥地利的儿童。1930年，美国教友会派人到德国协助犹太人躲避迫害。后来还派人到英国、法国、西班牙，救济那些儿童和妇女。第二次世界大战之后，美国教友会和英国教友会共同派人到欧洲及亚洲协助恢复工作。1947年，因“对他人的同情以及帮助他们的愿望”与英国教友会同获诺贝尔和平奖。